# Veľká Chochuľa
Veľká Chochuľa je nejvyšší vrch západní části Ďumbierských Tater o nadmořské výšce 1 753 m. Leží na hlavním hřebeni a poskytuje daleký kruhový výhled.
Vrcholem vede turistická magistrála Cesta hrdinů SNP z Donoval na Chopok a patří k oblíbeným cílům vysokohorských turistů. Celý masiv Veľké Chochuľy a Prašivé je dobře viditelný z Donoval, Liptovské Lúžné a části Horehroní. Vrcholem prochází hranice Žilinského a Banskobystrického kraje a okresů Ružomberok a Banská Bystrica.

## Přístup
- po  značce (turistická magistrála Cesta hrdinů SNP):
  - od východu z vrcholu Košariska (1 695 m n. m.)
  - od západu z Hiadeľského sedla
- po  značce z Brusna přes Sopotnickou dolinu
- po  značce:
  - z Korytnice nebo Hiadeľa přes Hiadeľské sedlo
  - z Ráztoky přes Košarisko